# 平沢林氏
平沢林氏（ピョンテンニムし、朝鮮語：평택임씨）は、朝鮮の氏族の一つ。本貫は京畿道平沢市である。2015年調査では、225,872人である。
始祖は、中国・唐の翰林学士の林八及である。林八及は唐の八学士の1人として新羅に帰化した。

## 人口分布と集姓村のある地域
人口数、割合はいずれも2015年統計。全国で総人口に占める比例が最も高い地域は全羅北道淳昌郡（436人、総人口の1.82%）である。集姓村のある地域は以下の通りである。
- 江原特別自治道春川市（1,204人、総人口の0.47%）
- 江原特別自治道洪川郡（271人、総人口の0.45%）
- 京畿道抱川市（657人、総人口の0.48%）
- 京畿道安山市
  - 檀園区（1,683人、総人口の0.58%）
  - 常緑区（1,881人、総人口の0.54%）
- 忠清南道瑞山市（1,105人、総人口の0.71%）
- 忠清南道洪城郡（827人、総人口の0.95%）
- 忠清南道青陽郡（312人、総人口の1.08%）
- 忠清南道保寧市（705人、総人口の0.76%）
- 忠清南道舒川郡（321人、総人口の0.65%）
- 忠清南道扶余郡（522人、総人口の0.82%）
- 忠清南道論山市（797人、総人口の0.71%）
- 全羅南道羅州市（519人、総人口の0.6%）
- 全羅南道潭陽郡（296人、総人口の0.75%）
- 全羅北道高敞郡（319人、総人口の0.63%）
- 光州広域市
  - 北区（2,782人、総人口の0.65%）
  - 東区（608人、総人口の0.63%）
  - 西区（1,841人、総人口の0.64%）
  - 南区（1,341人、総人口の0.65%）
  - 光山区（2,984人、総人口の0.79%）
- 慶尚北道高霊郡（200人、総人口の0.67%）
- 済州道済州市（1941人、総人口の0.49%）
- 済州道西帰浦市（1034人、総人口の0.79%）[3]